# ويليام موريس ستيوارت
ويليام موريس ستيوارت (بالإنجليزية: William M. Stewart)‏ هو محامي وسياسي أمريكي، ولد في 9 أغسطس 1827 في غالن في الولايات المتحدة، وتوفي في 23 أبريل 1909 في واشنطن العاصمة في الولايات المتحدة. حزبياً، نشط في الحزب الجمهوري. وقد انتخب عضو مجلس الشيوخ الأمريكي.